# ゲルマースハイム
ゲルマースハイム (独: Germersheim)(ゲルメルスハイムとも) はドイツ連邦共和国 ラインラント＝プファルツ州ゲルマースハイム郡にある市で、同郡の郡庁所在地である。人口はおよそ2万人。
周囲には、シュパイアー、ランダウ、フィリップスブルク、カールスルーエやヴェルト・アム・ラインといった都市がある。